# Koválov
Koválov (in ungherese Nagykovalló) è un comune della Slovacchia facente parte del distretto di Senica, nella regione di Trnava.